# Oregina
Oregina (Oêginn-a in ligure /weːˈd͡ʒiŋˑa/) è un quartiere di Genova, situato sulla collina soprastante la stazione di Genova Piazza Principe. Il quartiere, abitato sin dal XVI secolo, si è sviluppato in particolare a partire dalla fine del XIX secolo, mentre la parte a ponente che confina col Lagaccio è di epoca successiva. Amministrativamente fa parte del Municipio I Centro Est.

## Descrizione del quartiere

### Toponimo
Secondo la tradizione, il nome del quartiere deriverebbe dall'invocazione "O Regina!", riportata su un'immagine o una statua della Madonna collocata anticamente in cima alla collina, invocazione abitualmente ripetuta dai viandanti in segno di omaggio alla Vergine. Col tempo tale locuzione, contratta in una sola parola, avrebbe finito per designare il luogo stesso dove si trovava l'immagine, nel quale in seguito sarebbe sorta la chiesetta della Nostra Signora di Loreto.

### Territorio

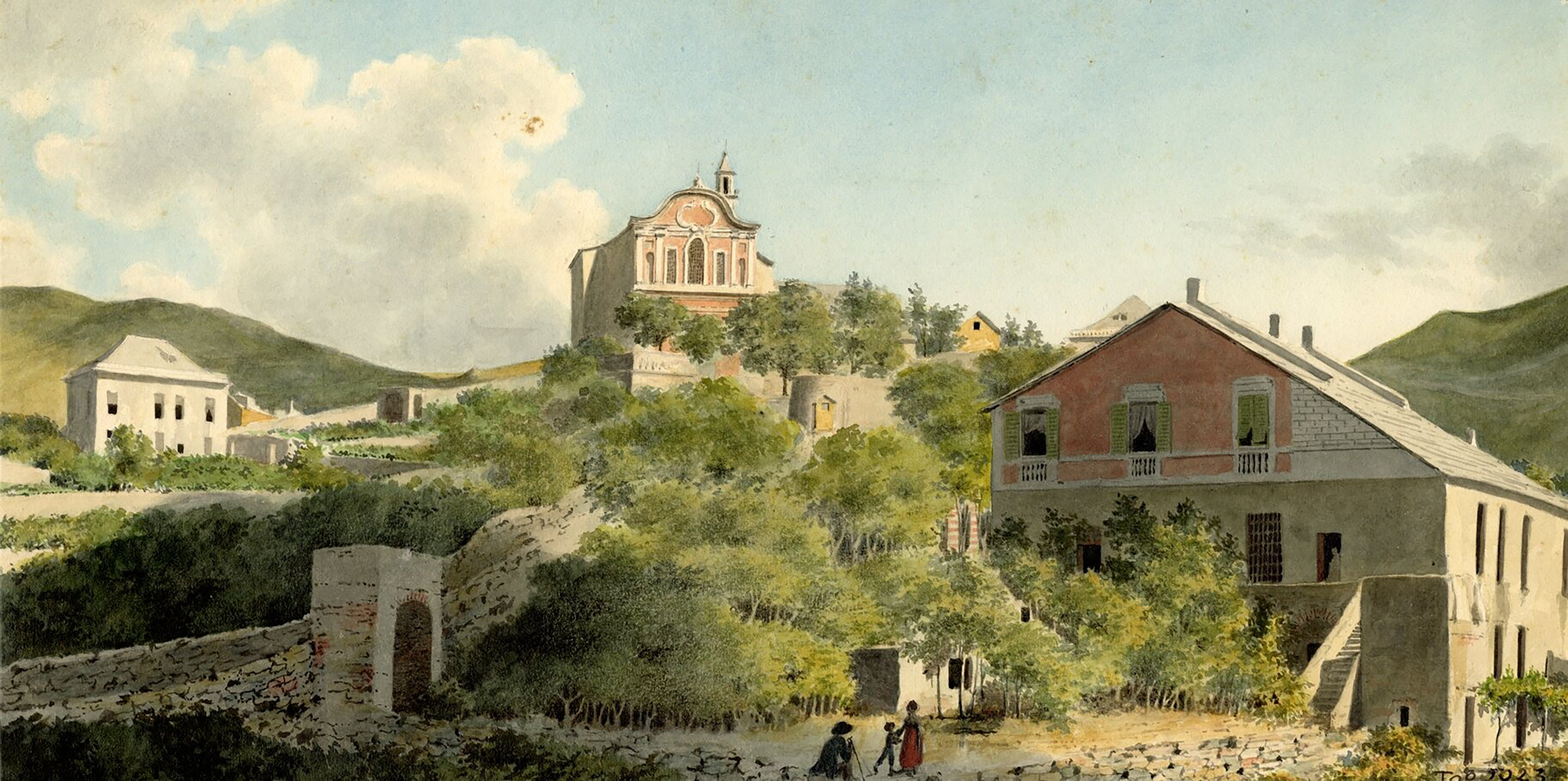
Il colle di Oregina con il Santuario di Nostra Signora di Loreto e l'antica salita di Oregina, in un dipinto di Luigi Garibbo precedente al 1825

Il territorio del quartiere presenta una morfologia molto variegata: l'"unità urbanistica" di Oregina si estende su entrambi i versanti del crinale che, scendendo dal Forte Castellaccio, separa le valli del Lagaccio e del rio Sant'Ugo. Lungo questo crinale, percorso dalla Salita di Oregina, una caratteristica crêuza che risale la collina dalla stazione Principe, sorgono il santuario N.S. di Loreto, con il suo piazzale panoramico, e poco più a monte un altro punto panoramico, comunemente detto "a riunda", il Belvedere Gerolamo Da Passano. Presenta quindi caratteristiche diverse, che vanno dal tratto collinare alto, situato in prossimità del monte Righi, sino a quello a poche decine di metri dal mare, in prossimità della stazione ferroviaria di Genova Principe.
Il territorio di Oregina si estende anche, nella parte più a ponente, fino al versante destro della valle del Lagaccio, raggiungendo le mura di Begato. Quest'area verde, quasi interamente incontaminata, comprende gran parte del "Parco urbano delle mura" (Parco del Peralto) e due delle più imponenti strutture del sistema di difesa della Repubblica di Genova, i forti Begato e Sperone.
Il quartiere confina con quello del Lagaccio a sud-ovest, Rivarolo a nord-ovest, Staglieno a nord-est, Castelletto a est e Prè a sud. Più specificamente, a est il confine con il quartiere di Castelletto è costituito dall'asse di via Paleocapa e la parte iniziale di via Napoli, Salita San Barnaba e via al Castellaccio. A sud ovest la parte conclusiva di via Napoli separa Oregina dal quartiere del Lagaccio. L'asse di salita della Provvidenza, e in particolare il muraglione a monte della stazione ferroviaria di Genova Principe, delimitano il quartiere a sud-est verso Prè.
Un lungo tratto delle mura seicentesche che corrono sui crinali (Mura di Begato, Mura dello Sperone e Mura del Castellaccio) delimita il confine con i quartieri di Rivarolo e Staglieno, ma non esistono strade di collegamento carrabili dirette tra Oregina, la Val Polcevera e la Val Bisagno, pur essendo presenti vari sentieri nella collina.
Storicamente la zona di Oregina era compresa nel sestiere di San Teodoro, uno dei sei in cui era suddivisa la città di Genova, e solo negli anni settanta del Novecento fu staccata andando a formare - con il quartiere del Lagaccio - la nuova circoscrizione "Oregina-Lagaccio", oggi compresa nel Municipio I Centro Est.

## Demografia
L'antico sestiere di San Teodoro era quello più incontaminato e meno popolato della città, e in questo contesto la zona di Oregina, tranne qualche insediamento di religiosi, rimase poco urbanizzata sino alla fine dell'Ottocento e ai primi decenni del Novecento.
Al censimento del 1971 la popolazione della circoscrizione risultò di 36.728 abitanti: da allora si è registrata una diminuzione, superiore a quella rilevata nel territorio comunale, che ha portato tra il 1981 e il 2001 la circoscrizione a perdere circa un quinto della popolazione. Nel quartiere del Oregina il calo è stato del 12,6% nel periodo 1991-2001, con 13.214 abitanti censiti nel 2001. Al 31 dicembre 2010, tuttavia, la popolazione risultava di 12.659 abitanti, in aumento rispetto agli anni precedenti, dopo il periodo di flessione. Al 31 dicembre 2022, la popolazione risultava di 11 338 abitanti.

## Storia

### Antichità

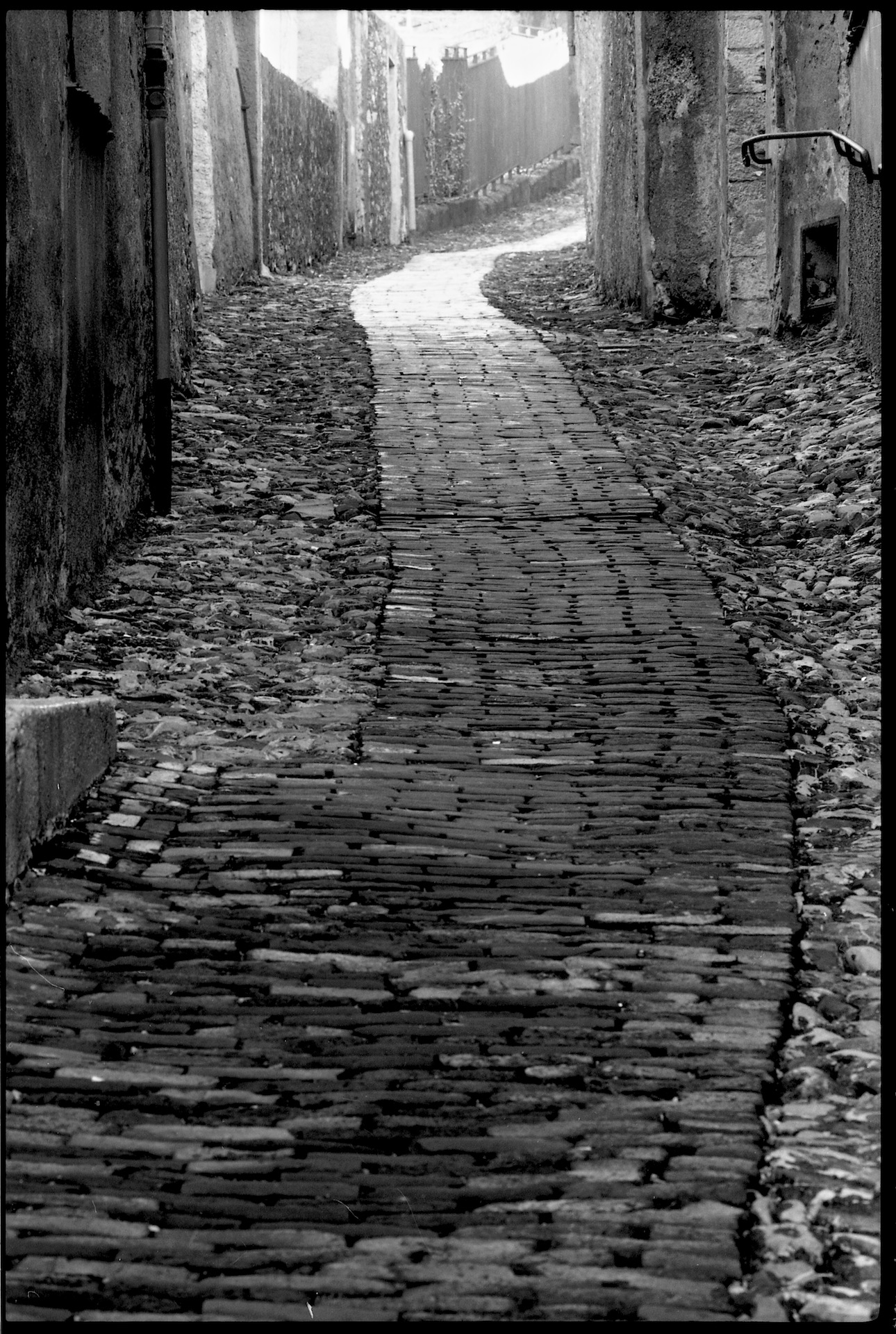
Salita Oregina nella parte dopo via Napoli

La zona dell'attuale quartiere di Oregina, collocata all'esterno delle mura cittadine e inglobata nella cerchia difensiva nel Seicento, vide una prima urbanizzazione documentata nel XVI secolo. Così la descrive nel 1537 Agostino Giustiniani, vescovo e storico, nei suoi "Annali":
(Agostino Giustiniani, "Annali della Repubblica di Genova", 1537)
L'accesso alla collina era garantito dalla ripida crêuza, ancora oggi percorribile, di Salita Oregina, che partendo dalla porta di San Tommaso (piazza Principe) seguiva esternamente il recinto delle mura cinquecentesche giungendo al bastione del forte di San Giorgio, che dal 1818 ospita l'osservatorio meteorologico e astronomico della Marina. A partire dagli ultimi anni del XVI secolo, sulla sommità del colle fu costruita una cappella dedicata alla Madonna di Loreto, che intorno alla metà del secolo successivo fu inglobata in una grande chiesa con annesso un convento francescano.

### Ottocento

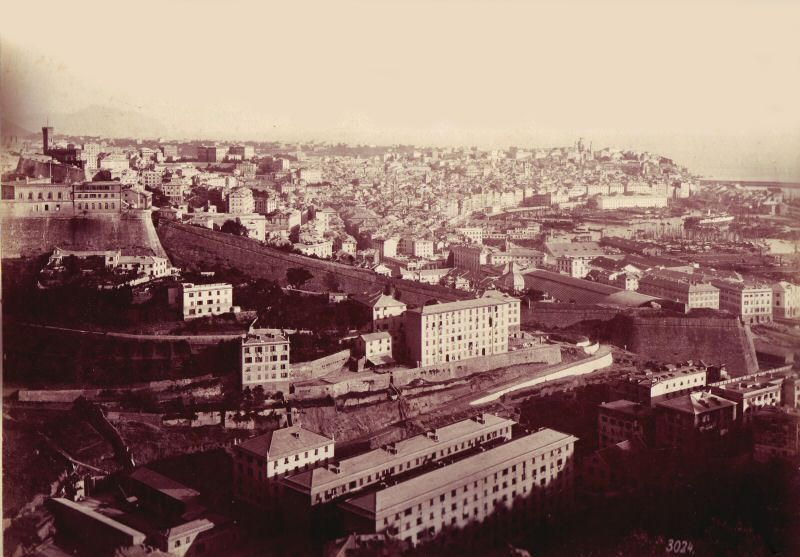
Genova a metà del 1800, sulla sinistra si intravede una parte del quartiere di Oregina, sviluppato in particolare al di là dell'osservatorio, e in basso quello del Lagaccio

L'assetto urbanistico della zona, adibito prevalentemente all'agricoltura e all'allevamento, non ebbe a subire cambiamenti sostanziali sino alla metà dell'XIX secolo.
Nel 1857 la chiesa di Nostra Signora della Provvidenza fu ampliata con la messa in opera di un conservatorio.

#### La manifestazione patriottica del 10 dicembre 1847
Un importante evento storico, dal significato altamente simbolico per il Risorgimento italiano, ebbe luogo in Oregina il 10 dicembre 1847, quando sul piazzale del santuario di Nostra Signora di Loreto fu pubblicamente eseguito per la prima volta nella storia Il Canto degli italiani, attuale inno italiano.
Quel giorno, patrioti provenienti da ogni parte d'Italia convennero a Genova per partecipare a una manifestazione che intendeva commemorare il 101º anniversario della rivolta del 1746, conclusasi con la cacciata degli occupanti austriaci a seguito del celebre episodio del Balilla. L'intento dei patrioti era soprattutto di sensibilizzare il re Carlo Alberto di Savoia e le autorità sabaude ad aderire alla causa dell'unità d'Italia.
Un lungo corteo - le cronache del tempo parlano di circa 32.000 persone, mentre altre 40.000 vi avrebbero assistito lungo il percorso - partì dalla spianata dell'Acquasola e arrivò sul piazzale della chiesa di Oregina. Tra i partecipanti, lo stesso Goffredo Mameli e tra i principali animatori della manifestazione Luigi Paris con le bandiere tricolori della Giovine Italia, poi donate al santuario. Nell'occasione furono intonati canti patriottici e la banda municipale "Casimiro Corradi" di Sestri Ponente eseguì, per la prima volta in pubblico, "Il Canto degli italiani", composto pochi mesi prima da Mameli e musicato da Michele Novaro, che quasi un secolo dopo sarebbe diventato l'inno nazionale italiano.
A ricordo dell'avvenimento, nel 2010 il Comune di Genova ha intitolato la scalinata antistante al piazzale del santuario al "Canto degli Italiani".

#### Edificazione di via Napoli
Nell'ottica dell'ampliamento urbanistico della città di Genova, il quartiere di Oregina fu interessato dalla messa in opera di via Napoli, la principale arteria del quartiere lato monte. La strada fu tracciata alla fine del XIX secolo e ultimata, nei tratti delle odierne via Bari e via Bologna, all'inizio del secolo seguente.

### Novecento
Nei primi anni del Novecento la zona era prevalentemente verdeggiante, e i prati intorno al santuario erano meta tradizionale di scampagnate festive. A ricordo di ciò resta il toponimo "via ai Prati d'Oregina", una strada che si insinua tra gli edifici più recenti.

#### La prima urbanizzazione moderna
Sulla scia dei progetti del secolo precedente, a partire dagli anni dieci del Novecento la zona fu oggetto di un'importante opera di ampliamento urbanistico. Nel 1911, l'Istituto Autonomo Case Popolari iniziò una significativa urbanizzazione dell'area a ponente, nel tratto da Principe alta fino all'area intorno via Napoli, zona che presenta i palazzi di maggior pregio architettonico ed è oggi nota come Oregina antica (via Sant'Ugo, corso Ugo Bassi, via Spinola, via Avezzana, via Almeria, via Sapri, e le crêuze circostanti). Questa prima fase si concluse nel 1936.

#### L'urbanizzazione del secondo dopoguerra
Nel secondo dopoguerra, e in particolare negli anni cinquanta e sessanta, nelle zone a ponente del quartiere, fino ad allora non sfruttate a scopi residenziali, sorsero numerose nuove costruzioni per rispondere all'aumento della popolazione dovuta al boom economico, che aveva portato un deciso incremento delle nascite e dell'immigrazione dalle campagne e dalle regioni dell'Italia meridionale. Inizialmente le zone interessate furono quelle di via Balestrazzi, via Paleocapa, via Vesuvio e soprattutto la seconda parte di via Napoli, aperta all'inizio del secolo come prolungamento a ponente della signorile "circonvallazione a monte". Altri edifici furono costruiti dallo stato italiano per i profughi istriani in via Paolo della Cella.
Successivamente l'INA-Casa estese le costruzioni alle zone intorno al santuario (via Fracchia, via Boine) e negli anni sessanta in aree ancora più a monte (via Costanzi); le nuove case furono in gran parte utilizzate da liguri provenienti dai paesi dell'entroterra e da immigrati da altre regioni.

#### La "comunità di Oregina"
All'inizio degli anni settanta nel quartiere sorse, intorno alla figura di padre Agostino Zerbinati, una comunità cristiana di base che avviò uno dei primi dialoghi tra cattolici e comunisti. Il fenomeno delle comunità cristiane di base, che intendevano porsi in alternativa alle gerarchie ecclesiastiche nel segno del rinnovamento e di una piena adesione al Vangelo, si era sviluppato in Italia a partire dal 1968, con il caso dell'Isolotto di don Enzo Mazzi.
Intorno a padre Agostino Zerbinati, frate francescano e parroco di N.S. di Loreto, ed al vice-parroco Vincenzo Podestà, che avevano accolto nei locali della parrocchia il Movimento di San Camillo, si andò formando una comunità di base, osteggiata dalle gerarchie ecclesiastiche, che dapprima trasferirono i due frati e poi, avendo questi rifiutato il provvedimento, li sospesero "a divinis".
I due religiosi, ormai in aperta rottura con la curia genovese, iniziarono a celebrare la messa in una piazza del quartiere, con il sostegno di numerosi fedeli della loro ex parrocchia; tuttavia col tempo la forza di questa comunità, come di altre sorte in Italia a quel tempo, si affievolì e a poco a poco si spense. Ormai ex sacerdote, Agostino Zerbinati si sposò e fu assunto nell'ufficio provveditorato dell'Ospedale Evangelico di Castelletto; morì nel 2008. Anche Vincenzo Podestà venne assunto all'O.E.I. come refertatore nel laboratorio analisi.

#### Gli "anni di piombo"
Tra la fine degli anni settanta e l'inizio degli anni ottanta il quartiere è stato teatro di due importanti episodi legati ai cosiddetti anni di piombo: l'omicidio di Guido Rossa e l'"irruzione di via Fracchia".
Il 24 gennaio 1979, le Brigate Rosse assassinarono sotto casa, in via Ischia, l'operaio dell'Italsider di Cornigliano e attivista sindacale della CGIL Guido Rossa, responsabile ai loro occhi di aver denunciato Francesco Berardi, un brigatista infiltrato all'interno dello stabilimento Italsider. Un piccolo monumento ricorda il tragico episodio.
L'anno seguente, il 28 marzo 1980, il Nucleo Speciale Antiterrorismo del generale Carlo Alberto dalla Chiesa individuò un covo delle Brigate Rosse in un appartamento al civico 12 di via Fracchia, a poche decine di metri dal luogo nel quale era stato assassinato Guido Rossa. Nello scontro a fuoco che seguì l'irruzione nell'appartamento rimasero uccisi i brigatisti Riccardo Dura, ritenuto uno degli esecutori materiali dell'assassinio di Guido Rossa, Lorenzo Betassa, Piero Panciarelli e Annamaria Ludmann, l'insospettabile proprietaria dell'appartamento.

#### Le riqualificazioni moderne
A partire dai primi anni 2000 sono stati realizzati importanti interventi di riqualificazione urbanistica, che hanno dato luogo all'odierna struttura urbanistica del quartiere. Tra questi: la creazione dei Giardini Lo Giudice in via Sapri, sede anche di eventi ricreativi; dei giardini Don Acciai in Piazza dei Popoli, anch'essi sede di attività cittadine; la lastricatura di via Sapri e la riqualificazione di Salita Oregina.

## Monumenti e luoghi d'interesse

### Architetture religiose
Nel quartiere di Oregina si trovano quattro chiese cattoliche parrocchiali, che fanno parte dell'omonimo vicariato dell'arcidiocesi di Genova. Tranne il santuario di N.S. di Loreto, che risale al Seicento, le altre chiese sono state costruite nel Novecento a seguito dell'espansione urbanistica.

#### Santuario di Nostra Signora di Loreto

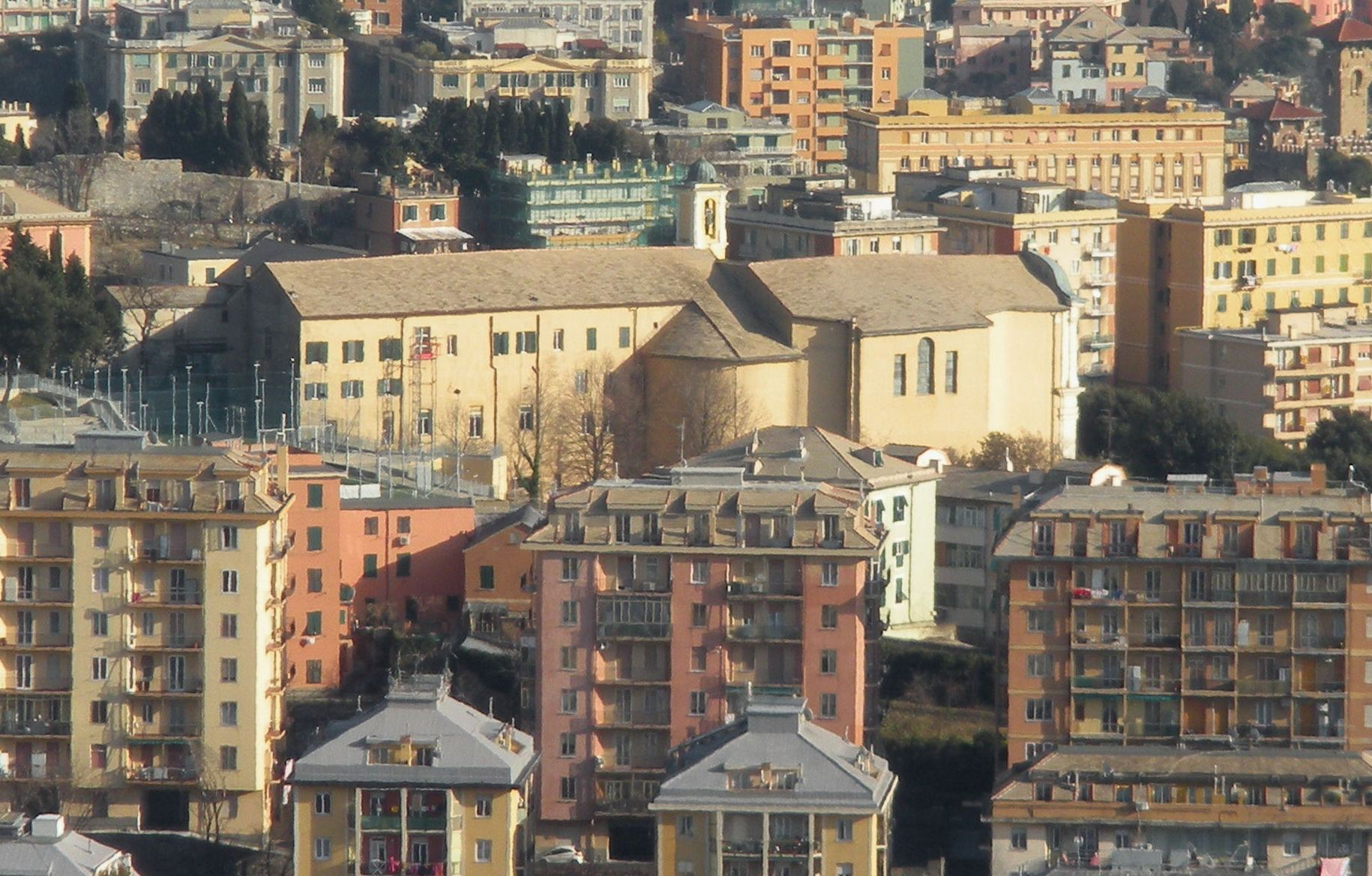
Il santuario visto dalle mura di Begato

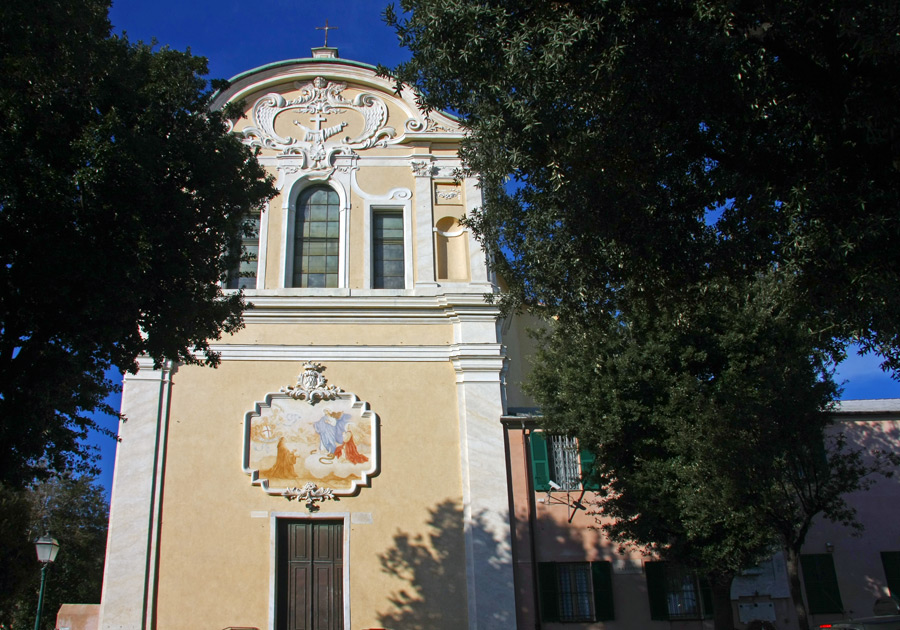
La facciata del santuario di Nostra Signora di Loreto

Il santuario di Nostra Signora di Loreto, comunemente detto "santuario di Oregina", sorge al culmine di salita Oregina, affacciata su un ampio piazzale panoramico con alberi secolari.
Le origini del santuario sono collegate ad una piccola cappella eretta nel 1634 da alcuni monaci. Questa chiesetta, che venne costruita vicino a un muro dove era dipinta una Madonna, richiamava, da un punto di vista architettonico, la basilica della Santa Casa di Loreto, da cui si è diffuso il culto della Madonna di Loreto.
Poco dopo la comunità religiosa originaria fu sciolta e la chiesetta fu affidata ai frati minori francescani. Nel 1635 venne deciso di ampliare l'edificio religioso esistente con la costruzione di un vero e proprio santuario dedicato a Nostra Signora di Loreto, realizzato tra il 1650 ed il 1655, periodo in cui a Genova furono erette o ampliate diverse chiese dedicate alla Madonna.
L'originaria chiesetta di 9 m per 4 m venne inclusa nel nuovo santuario; più precisamente, l'altare dell'antica cappella diventò il centro della nuova costruzione.
Il santuario di Nostra Signora di Loreto ha pianta ottagonale allungata sprovvista di presbiterio absidale. Gli interni sono sobri, e questa sobrietà è stata accentuata da alcuni lavori che sono stati eseguiti durante i secoli. La facciata, caratterizzata da lesene laterali e decorazioni nella parte superiore, è stata realizzata nel 1707. Sempre nel XVIII secolo è stata costruita la scalinata d'ingresso.

#### Chiesa dei Santi Tommaso Apostolo e Leone

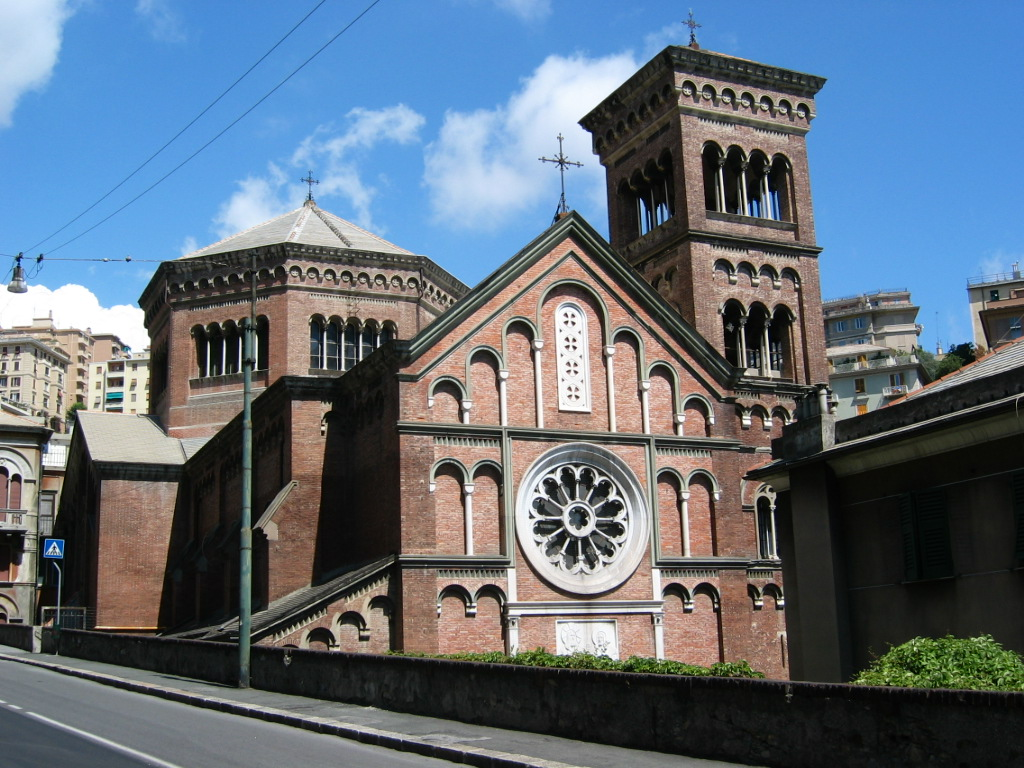
Chiesa dei Santi Tommaso Apostolo e Leone

La chiesa intitolata ai SS. Tommaso apostolo e Leone, che si trova nella parte bassa del quartiere, in via Almeria, riprende il titolo parrocchiale dell'antica chiesa intitolata all'apostolo Tommaso, che sorgeva alla foce dell'omonimo rivo, dov'è ora piazza Principe, demolita nel 1884 a seguito dell'ampliamento del porto e l'aperturta delle nuove strade a mare.
L'attuale chiesa, in stile neoromanico, fu costruita a partire dal 1905, su disegno dell'architetto palermitano Giacomo Misuraca e inaugurata, a lavori ancora in corso, dall'arcivescovo Edoardo Pulciano il 3 dicembre dello stesso anno.
I lavori procedettero a rilento e tra riprese e interruzioni si conclusero solo nel 1929. L'edificio, nuovamente inaugurato il 7 luglio 1929 dall'arcivescovo Carlo Dalmazio Minoretti, subì gravi danni per un bombardamento nella notte tra il 7 e l'8 agosto 1943 e fu restaurato nell'immediato dopoguerra. Il nuovo altare maggiore, opera di G.B. Airaldi, fu consacrato dal cardinale Giuseppe Siri il primo maggio del 1954. All'interno sono conservate alcune opere d'arte provenienti dall'antica chiesa di S. Tommaso: una statua cinquecentesca di Santa Limbania, un gruppo marmoreo raffigurante Cristo e San Tommaso, di Guglielmo Della Porta (1515-1577) e un'urna cineraria romana.

#### Chiesa di N.S. della Provvidenza

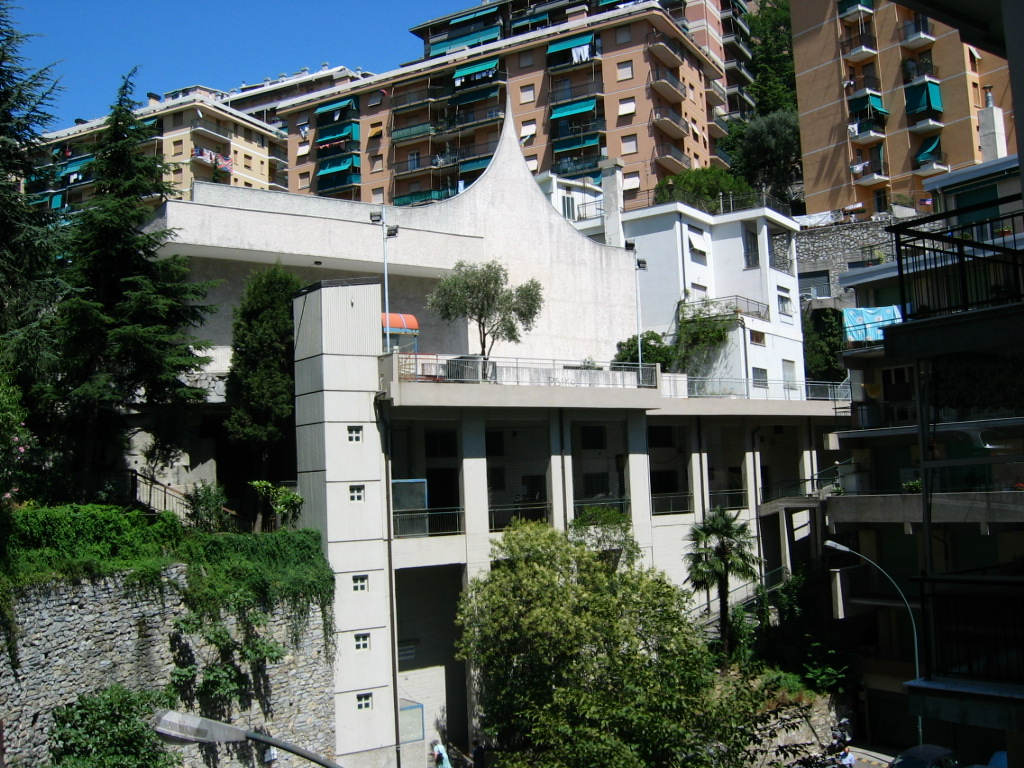
Chiesa di N.S. della Provvidenza

Si trova nella zona di espansione urbanistica, in via Vesuvio; una prima cappella provvisoria, in legno, era sorta nella zona di via Napoli nel 1962 e fu eretta in parrocchia dal cardinale Siri nel gennaio del 1963. Nel frattempo fu costruita in via Vesuvio la nuova chiesa, strutturata su due piani, inaugurata nel 1969.
Nella notte del 6 aprile 1974 a causa di un incendio divampato nella canonica persero la vita il parroco don Antonio Acciai, l'anziana madre e il curato don Orazio Chiapparo.
Alla memoria di don Acciai, sacerdote impegnato in ambito sociale, e non solo religioso, a favore dei nuovi residenti che in quegli anni andavano popolando il quartiere, è intitolato il ponte che collega via Napoli e via Bari, nell'attiguo quartiere del Lagaccio. Nell'incendio anche la chiesa riportò seri danni e fu ricostruita dieci anni dopo per iniziativa del nuovo parroco don Marco Granara. La chiesa, a forma di vela, costruita su progetto dell'architetto P. Costantino Ruggeri, fu consacrata dal cardinale Siri il 15 giugno 1984.

#### Chiesa di Santa Caterina da Genova

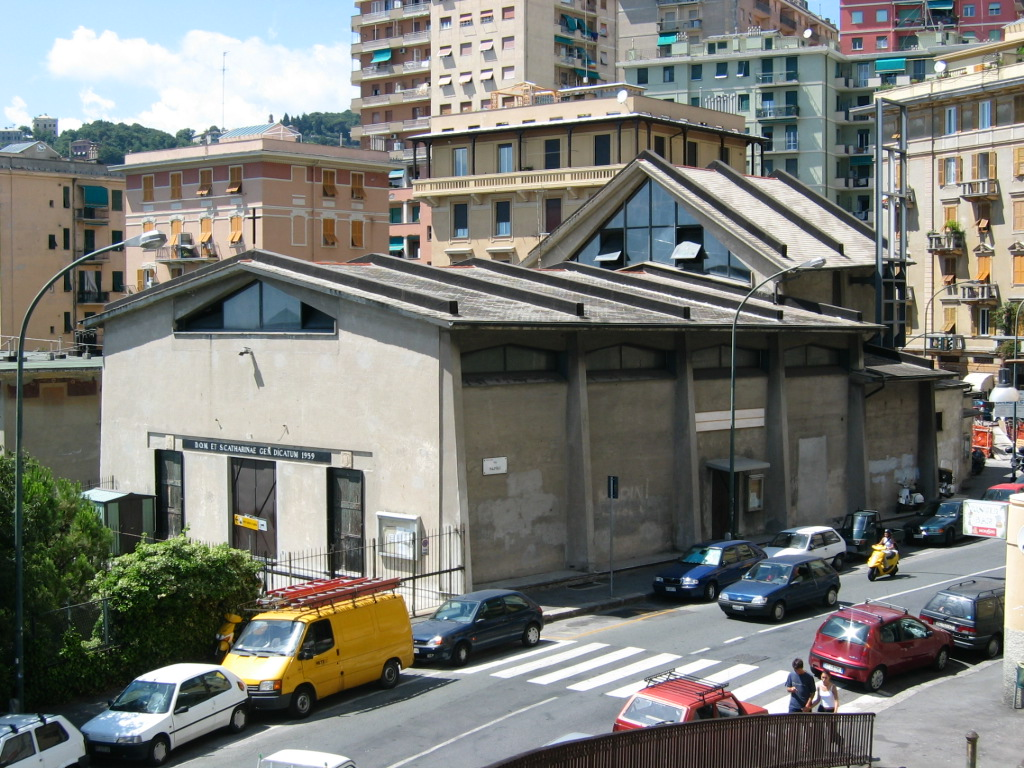
Chiesa di Santa Caterina da Genova

La chiesa, collocata all'incrocio fra via Napoli e via Sapri, trae origine da una più antica cappella dedicata a S. Caterina Fieschi, dipendente dalla parrocchia di San Tommaso, aperta nel 1912 in salita Oregina, e da un secondo luogo di culto provvisorio, aperto nel 1919 nei fondi di un edificio civile. Nel dopoguerra fu decisa la costruzione della chiesa: i lavori iniziarono nel dicembre 1956 e furono completati nel 1959. Il nuovo edificio di culto fu consacrato dal cardinale Siri il 25 aprile dello stesso anno. In attesa della costruzione della nuova chiesa, nel novembre del 1955 era già stata creata la parrocchia con il titolo di Santa Caterina da Genova. Il progetto fu affidato al noto architetto Mario Labò, mentre il campanile è opera di Luigi Carlo Daneri. All'interno, una statua della Madonna della Guardia, di Antonio Canepa; il crocifisso dietro all'altare maggiore e la Via Crucis sono opera di Sandro Cherchi, mentre il fonte battesimale, dono dell'arcivescovo, proviene dalla Basilica di Santa Maria Immacolata.
Nel 2019, la chiesa è stata sottoposta a importanti interventi di ristrutturazione che hanno interessato tutte le zone dell'edificio. Il costo della ristrutturazione, di 66000 €, è stato finanziato in parte dal parroco dell'epoca. Il 23 dicembre 2019 la chiesa è stata re-inaugurata alla presenza dell'arcivescovo Angelo Bagnasco.

### Architetture militari

#### Istituto Idrografico della Marina

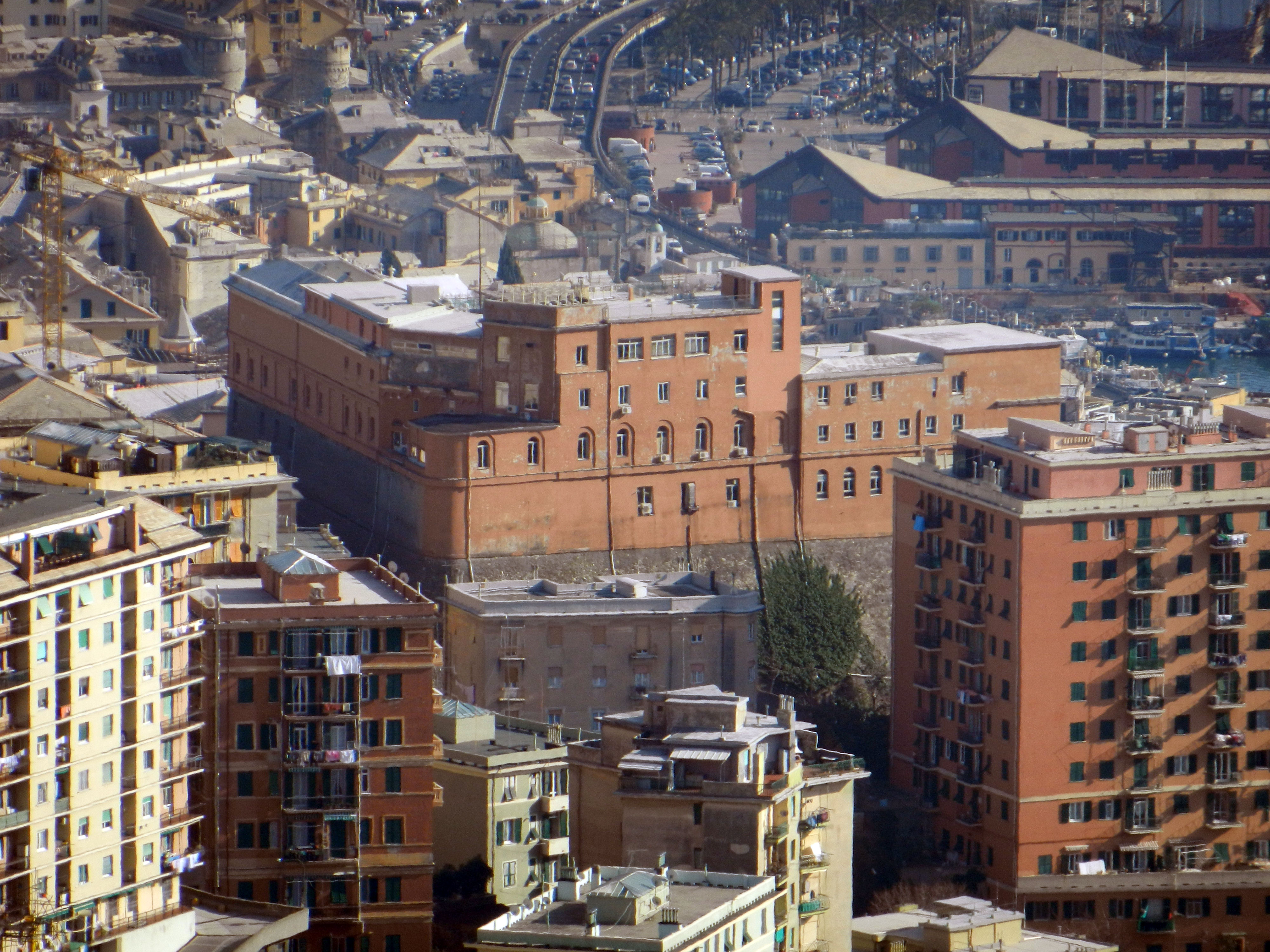
La sede dell'Istituto Idrografico della Marina

L'edificio che ospita l'Istituto Idrografico della Marina fu costruito intorno al 1860 sui resti del forte San Giorgio, che era stato eretto dal governo sabaudo dopo l'annessione della Repubblica Ligure al Regno di Sardegna sull'omonimo bastione delle mura cinquecentesche. Il forte, semidistrutto dagli insorti genovesi durante i moti del 1849, rimase in abbandono per alcuni anni fino alla decisione di realizzarvi un osservatorio astronomico, il cui progetto fu approvato nel 1859.
L'edificio, che incombe con le sue alte mura su salita Oregina, dal 1872, anno della sua fondazione, divenne sede dell'Ufficio Idrografico della Regia Marina, che nel 1899 avrebbe assunto la denominazione di Istituto Idrografico della Regia Marina.
L'istituto conserva una biblioteca composta di oltre 35000 volumi, su argomenti di carattere marinaro.

#### Mura seicentesche
L'area dell'unità urbanistica di Oregina comprende tutta la parte a monte della valle del Lagaccio, contornata da un lungo tratto delle seicentesche "Mura Nuove", che delimitano il quartiere verso la Val Polcevera e la Val Bisagno.
Questo tratto di mura comprende parte delle "Mura di Begato", le "Mura dello Sperone" e parte delle "Mura del Castellaccio", inglobando due delle principali fortezze del sistema difensivo genovese, il Forte Begato e il Forte Sperone, punto culminante della cinta muraria.
Lungo i versanti della valle del Lagaccio restano i ruderi di alcune polveriere ottocentesche. Una di queste costruzioni, ristrutturata, ospita un ristorante.
Questa parte del quartiere, non urbanizzata, è compresa nel "Parco Urbano delle Mura" ed è attraversata da un percorso escursionistico attrezzato che viene utilizzato anche da amanti dello jogging ma ne è attualmente vietato l'uso come pista ciclabile.

#### Forte Begato

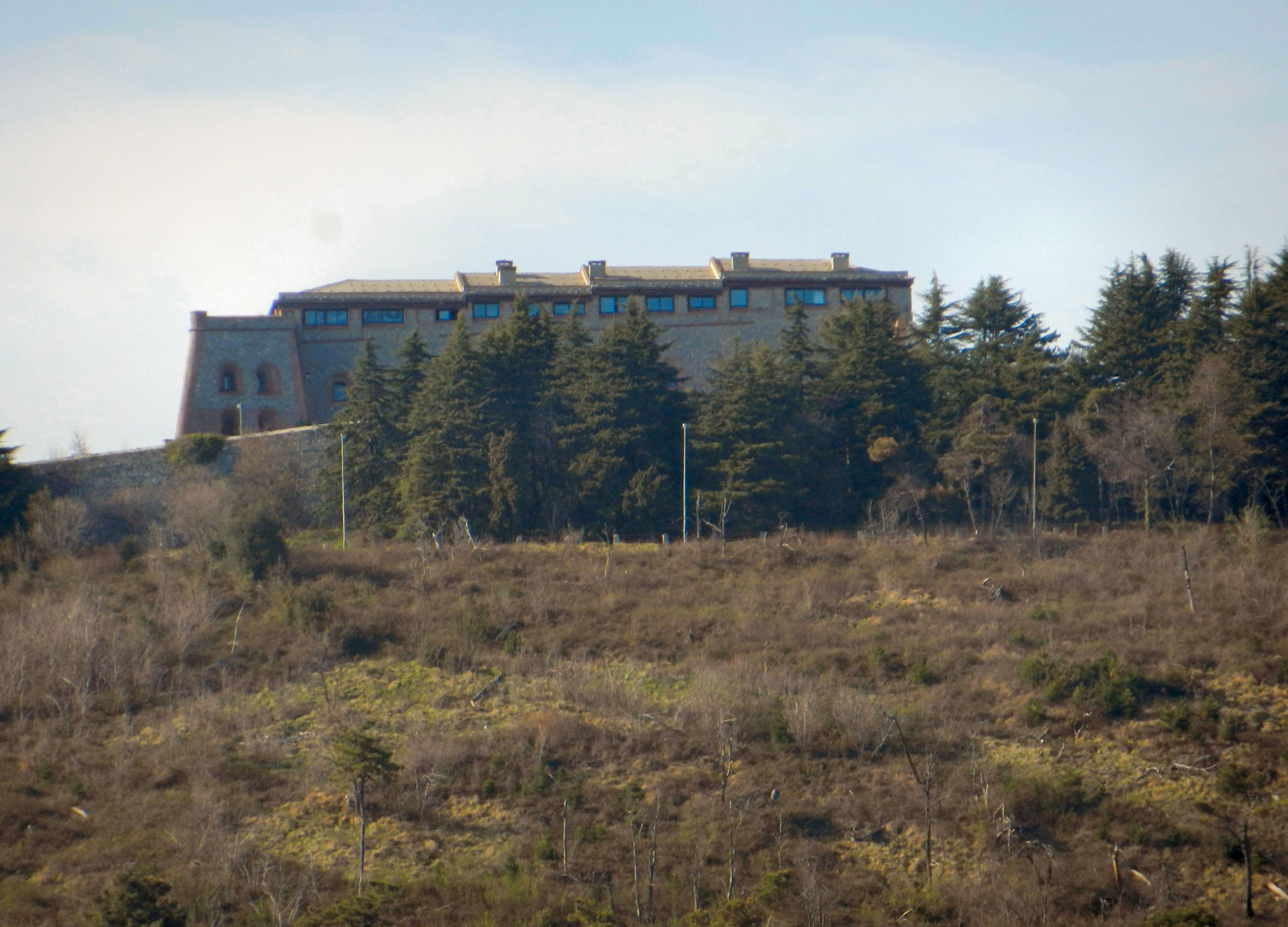
Il forte visto dalla zona di Oregina

Il Forte Begato, costituito da una grande caserma quadrangolare con quattro bastioni agli angoli ed un cortile centrale, fu costruito dal governo sabaudo tra il 1818 e il 1830 su un pianoro, già compreso nella cinta muraria seicentesca, che domina l'omonimo paese, frazione del quartiere polceverasco di Rivarolo.
Dismesso dal demanio militare nel 1914, come l'intero sistema difensivo genovese, durante la prima guerra mondiale vi furono internati i prigionieri di guerra austriaci e nella seconda guerra mondiale vi furono collocate delle postazioni contraeree.
Recentemente è stato restaurato, ma per problemi burocratici continua a restare chiuso al pubblico e praticamente abbandonato a sé stesso.

#### Forte Sperone

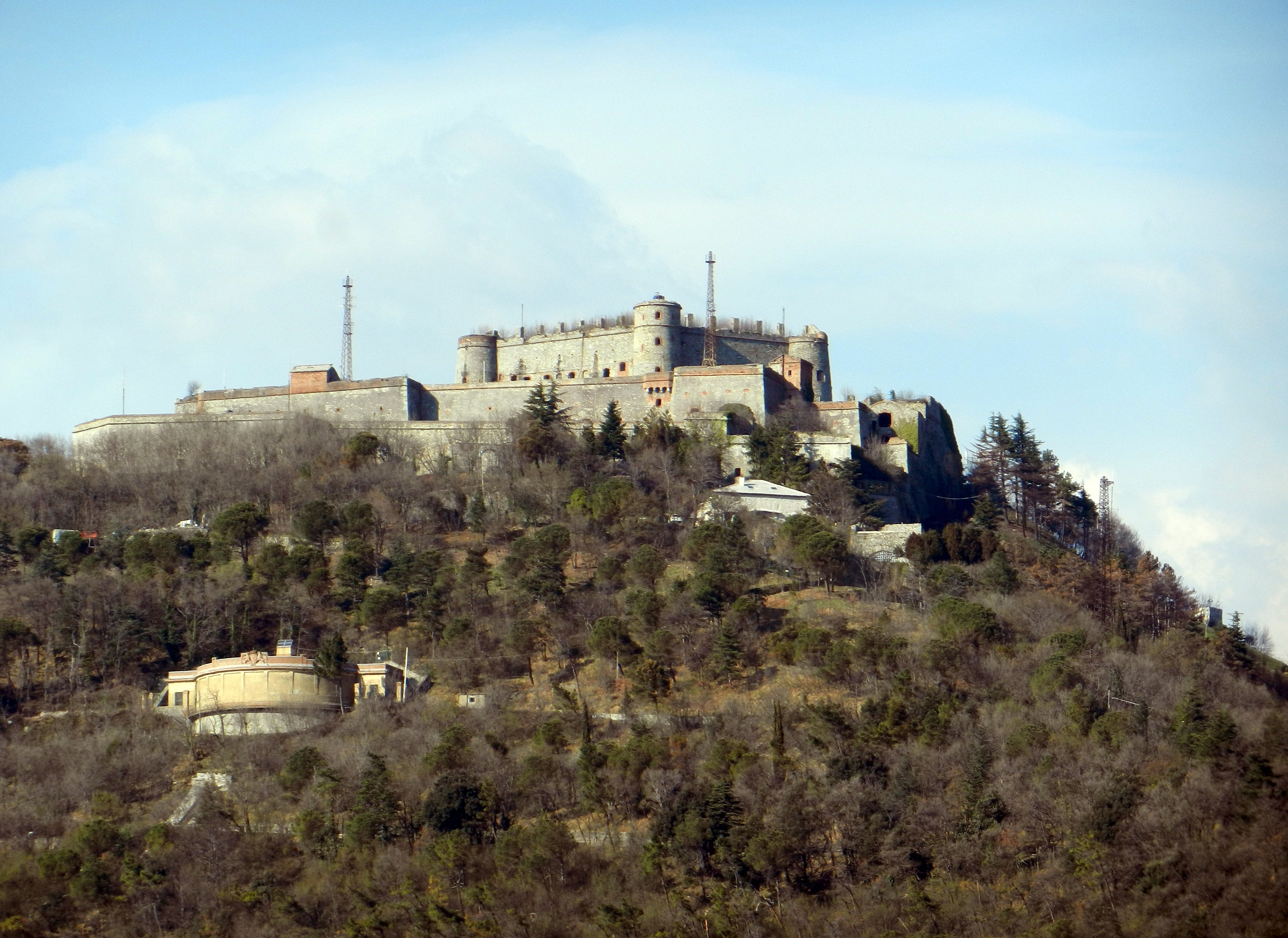
Il forte visto dalla zona di Oregina

Il Forte Sperone, che per la sua posizione dominante era una delle strutture più importanti delle fortificazioni di Genova, è situato sulla cima del monte Peralto, nel punto d'incontro dei due rami della cinta difensiva.
L'attuale costruzione risale al 1830, ma si ha notizia di una fortificazione in questo luogo fin dal 1319. Inglobata nelle mura seicentesche, subì a più riprese vari rimaneggiamenti fino ad assumere la complessa struttura ancora oggi visibile. Il forte poteva ospitare circa 300 soldati, che potevano arrivare a 900 in caso di necessità, e disponeva di una considerevole dotazione di pezzi d'artiglieria, tra i quali diciotto cannoni di varie dimensioni.
Dopo la dismissione delle fortificazioni genovesi, come il vicino forte Begato, durante la prima guerra mondiale ospitò prigionieri di guerra. Dal 1958 al 1981 fu utilizzato come caserma dalla Guardia di Finanza, e successivamente preso in consegna dal Comune di Genova, che vi organizza manifestazioni culturali nel periodo estivo.

## Società

### Associazioni
Sono numerose le associazioni culturali, sportive e ricreative, attive sul territorio di Oregina. Dal 13 marzo 2013, undici di queste realtà si sono riunite nel primo esempio di "rete" associativa nell'ambito del comune di Genova: "Oregina in Rete", dotata di una pubblicazione stampa periodica, "Oregina InForma", distribuita gratuitamente nel quartiere e nelle scuole della zona.

### Sport
La A.S.D. Nuova Oregina, fondata nel 1986, comprende una squadra di calcio maschile, che nella stagione 2018/2019 militava nel campionato di Prima Categoria, e una squadra di pallavolo femminile in Prima Divisione e FIPAV.
La squadra di calcio disputa le partite casalinghe sul campo sportivo "Felice Ceravolo", nel vicino quartiere del Lagaccio e dispone di un campo di allenamento intitolato ad Aldo Gastaldi, di recente costruzione, adiacente al santuario di N.S. di Loreto, inaugurato il 29 ottobre 2011.

## Infrastrutture e trasporti

### Strade
Per la sua posizione collinare, il quartiere si trova fuori dai principali assi viari cittadini, pertanto la viabilità ha soprattutto carattere locale.
- Salita di Oregina. La storica creuza che collegava Piazza Principe con il santuario di Oregina corre sotto l'imponente bastione del forte di San Giorgio, oggi sede dell'Istituto Idrografico della Marina. Con la costruzione della stazione Principe ha perso il tratto iniziale, e ha oggi inizio da via Avezzana, la via che unisce Oregina e Lagaccio correndo sopra al muraglione della stazione. Proseguendo ripida lungo il crinale incrocia via Napoli. Prima di raggiungere il piazzale del santuario si incontra la piccola chiesa di N. S. della Provvidenza, annessa al complesso che dai primi del Novecento divenne sede dell'"Albergo dei Fanciulli Umberto I", fondato dall'avvocato Luigi Filippo Acquarone per ospitare bambini poveri e orfani di guerra. Oggi è sede di una residenza per anziani.[7]
- Via Napoli. Questa strada, principale arteria a metà del quartiere, lo delimita a levante dal quartiere di Castelletto e a ponente da quello del Lagaccio, costituendo il prolungamento verso ovest della "circonvallazione a monte". Lungo questa via, tracciata tra la fine dell'Ottocento e i primi del Novecento, si è sviluppata l'espansione edilizia nei primi del Novecento e nel dopoguerra. In prossimità del punto in cui la strada incrocia salita Oregina sorge la chiesa di Santa Caterina da Genova.[7]
- Via S. Ugo, via Almeria, corso Ugo Bassi. L'asse viario formato da queste strade, che sale sul versante orientale della collina di Oregina, costituisce il principale collegamento tra la zona di Principe con la circonvallazione a monte e gli insediamenti collinari del quartiere. Questa zona è stata la prima a essere urbanizzata, nella seconda metà dell'Ottocento, e presenta, insieme agli edifici poco più tardi dell'area di via Paleocapa e intorno a Salita Oregina, le costruzioni residenziali più antiche e signorili.[7]
- La Riunda (Belvedere da Passano). Il belvedere panoramico, affacciato sulla città e sul porto, ufficialmente intitolato a Gerolamo da Passano, sindaco di Genova nei primi anni del Novecento, è un importante punto di riferimento per gli abitanti del quartiere, per i quali è semplicemente a Riunda (la Rotonda). Situato poco a monte del santuario di N.S. di Loreto, è anche un punto di transito per raggiungere il parco del Peralto, i forti, il Righi e il vicino Ostello della Gioventù.[7]

### Autostrade
Il casello autostradale più vicino è quello di Genova-Ovest, nel quartiere di Sampierdarena, a circa 4 km da Oregina.

### Ferrovie
La stazione di Genova Principe, nel vicino quartiere di Prè, si trova a circa 2  km dal centro del quartiere.

### Trasporti urbani
Diverse linee di autobus urbani (35, 39, 40 e 64) dell'AMT collegano il quartiere con il centro di Genova.

### Aeroporti
- Aeroporto di Genova-Sestri - 10 km.

### Ospedali
- Ospedale Villa Scassi di Sampierdarena - 5  km.
- Ospedale Galliera - 5  km
- Ospedale San Martino - 7  km.